# Krystian I Wettyn
Krystian I Wettyn (ur. 29 października 1560 w Dreźnie, zm. 25 września 1591 w Dreźnie) – książę elektor Saksonii w latach 1586–1591

## Życiorys
Był synem elektora Saksonii, Augusta Wettyna.
Po objęciu władzy po śmierci ojca nie interesował się zbytnio sprawami państwowymi. Prowadził wystawny i wesoły tryb życia. Pozostawał pod wpływem swoich doradców, którzy faktycznie w jego imieniu rządzili państwem.
Pod wpływem swojego ministra Mikołaja Krella zaczął skłaniać się w kierunku kalwinizmu i próbował w jego duchu przeprowadzić zmiany w kościele państwowym Saksonii.
Zmarł przedwcześnie w młodym wieku. Z małżeństwa z Zofią Hohenzollern pozostawił po sobie kilkoro dzieci w tym dwóch synów, którzy później zostali elektorami Saksonii: Krystiana II i Jana Jerzego I.
Pochowany został w kościele św. Marii we Freibergu.